# Biofyzika
Biofyzika je mezioborová disciplína (hraniční obor) zkoumající biologické objekty a problémy fyzikálními metodami. Termín biofyzika se začal objevovat počátkem 20. století, ale už dávno předtím byla provedena řada studií na pomezí biologie a fyziky, které z dnešního pohledu pod toto označení spadají.

## Z historie
Výzkum elektřiny v živých organismech započal v 18. století Ital Luigi Galvani. Německý lékař a fyzik Hermann von Helmholtz změřil v 19. století rychlost šíření nervového vzruchu. Významné pro rozvoj biofyziky jsou i jeho studie fyziologie vidění a vnímání zvuků. Při výzkumu mechanismu fungování svalů přispěl k moderní formulaci zákona zachování energie.
Na tyto a řadu dalších prací navázaly výzkumy ve 20. století:
Švédský oftalmolog Allvar Gullstrand popsal na fyzikálních principech fungování oka. Položil tak základ modernímu očnímu lékařství. V roce 1911 obdržel za svoji práci Nobelovu cenu.
Za objasnění fyziologie vnitřního ucha byly vědcům maďarského původu Robertu Báránymu a Georg von Békésymu rovněž uděleny Nobelovy ceny - v letech 1914 a 1961.
Do období okolo roku 1920 spadá vývoj diagnostických metod elektrokardiografie a elektroencefalografie, vycházejících z empirického pozorování souvislostí měřitelných elektrických veličin a stavu fungování srdce a mozku jakožto životně významných orgánů.
Britové Alan Lloyd Hodgkin a Andrew Huxley se zabývali měřením a vysvětlením mechanismu šíření elektrických potenciálů na neuronech, John Carew Eccles prozkoumal a vysvětlil fungování nervových spojů - synapsí. Tyto studie jsou dodnes platným základem pro chápání fungování nervového systému. Jejich autorům byla v roce 1963 udělena Nobelova cena.

## Fyzikální zkoumání biologickýchmolekul
Ve fyzice přinesl popis látek na molekulární úrovni - ať již v pevném, kapalném či plynném skupenství - podstatný posun v pochopení jejich vlastností a chování. Předpokládalo se, že stejnou měrou přispěje studium složitých biologických molekul, zejména nukleových kyselin a bílkovin, i k pochopení dosud neodkrytých zákonitostí určujících chování živých systémů.
Rentgenografická difrakční analýza DNA, provedená na britských univerzitách souběžně na dvou pracovištích v Cambridge a v Londýně, vedla k objevení její šroubovicové struktury. James D. Watson, Francis Crick, Maurice Wilkins a Rosalind Franklinová popsali strukturu molekuly DNA v dubnu 1953 v časopise Nature. Tento objev je jedním z nejvýznamnějších objevů 20. století, jako naprosto klíčový vedl ke vzniku molekulární genetiky jako nového oboru, pro moderní biologii naprosto nepostradatelného. V roce 1962 byla prvním třem jmenovaným autorům udělena Nobelova cena za fyziologii a medicínu.
V téže době, v 50. letech 20. století, byly zakládány vědecké ústavy a společnosti, nesoucí ve svém jménu označení biofyzikální. Za všechny uveďme Biophysical Society v USA nebo brněnský Biofyzikální ústav ČSAV. Jeho zakladatel a první ředitel prof. MUDr. RNDr. Ferdinand Herčík je považován za zakladatele biofyziky v Československu.[zdroj?] Vesměs svým zaměřením vycházely a dodnes vycházejí z vymezení pojmu biofyziky jako vědeckého oboru, který zkoumá fyzikálními metodami biologicky významné molekuly a tak vede k vysvětlení a pochopení hlubších zákonitostí biologických jevů. Druhým základním oborem biofyziky je zkoumání účinků fyzikálních faktorů na živé systémy.

## Další přístupy
Pojem biofyzika bývá často chápán v podstatně širším smyslu. Uvedeme zde alespoň několik příkladů, co do něj bývá zahrnováno nebo s ním spojováno:
Výzkum reakce živých organismů na široké spektrum elektromagnetického záření. Kromě klasické radiologie sem spadá i léčba světlem - fototerapie.
Studie spadající do biomechaniky představují další velmi rozsáhlou oblast, která zahrnuje např. výzkum letu ptáků nebo hmyzu, plování ryb a vodních savců, nebo popis fungování krevního oběhového systému - hemodynamika.
Nejrůznější diagnostické a terapeutické postupy, využívající fyzikálních metod, např. ultrazvuková tomografie, počítačová tomografie, využití laseru v chirurgii nebo neinvazivní rozbíjení ledvinových a žlučových kamenů akustickými rázovými vlnami - litotripse.

## Experimentální metody
Z experimentálních metod lze jmenovat např.:
- Mikroskopie atomárních sil (AFM)
- Elektronová mikroskopie
- Optická mikroskopie
- Spektroskopie nukleární magnetické rezonance (NMR spektroskopie)
- Elektronová paramagnetická rezonance (EPR)
- Konfokální mikroskopie
- Cytometrie
- Skenovací tunelová mikroskopie (STM)
- SNOM
- Difrakční metody: difrakce rentgenového záření, elektronu a neutronu
- Opticka spektroskopie: studium rotačních, vibračních, elektronových stavů molekul a optických přechodů mezi nimi
- Absorpční, emisní a Ramanova spektroskopie
- Optická spektroskopie vysokého časového rozlišení
- Mikrokalorimetrie
- Elastický a kvazielastický optický rozptyl

## Podobně pojmenované obory

### Lékařská biofyzika
Lékařská biofyzika je náplní studia na lékařských a veterinárních fakultách v některých zemích, např. v ČR. Navazuje na tradici výuky fyziky pro studenty lékařské fakulty, přičemž tato výuka je uzpůsobena potřebám budoucích lékařů. Vedle rekapitulace a mírného rozšíření některých partií fyziky, zejm. kvantové fyziky, jaderné fyziky a termodynamiky jsou studenti seznamováni podrobněji s radiobiologií a především s principy lékařských přístrojů. Do výuky biofyziky bývají na některých fakultách zahrnuta i témata týkající se např. biostatistiky, biokybernetiky, nanotechnologií nebo informačních technologií.
Řada lékařských fakult má akreditovaný i doktorský studijní program lékařská biofyzika. V zásadě lze říci, že pod hlavičkou tohoto studijního programu končí taková témata, která nelze přiřadit do jiných programů, takže se v rámci jednoho programu vyskytují studenti zabývající se např. návrhem vhodného značkovacího jazyka pro zpracování biosignálů, návrhem databázového systému pro udržování informací o kalibraci diagnostických přístrojů, studiem mechanismů fotodynamické nebo sonodynamické terapie, nanotechnologiemi, analýzou obrazů nebo třeba konstrukcí zcela nových diagnostických přístrojů.

### Lékařská fyzika
Pod pojem lékařská fyzika (medical physics) je obvykle míněn aplikovaný obor zabývající se aplikací poznatků především jaderné a kvantové fyziky v medicíně. Lékařský fyzik je hlavním odborníkem na práci se zdroji ionizujícího záření v medicíně, provádí plánování radioterapie a stará se o jadernou bezpečnost. Zákon č. 96/2004 Sb. tuto profesi pojmenovává "radiologická fyzika", podmínkou výkonu profese je absolvování magisterského oboru radiologická fyzika akreditovaného i jako zdravotnický obor (t.č. je takový obor akreditovaný pouze na FJFI ČVUT) nebo magisterského oboru matematicko-fyzikálního zaměření a akreditovaného kurzu radiologická fyzika.
Do názvosloví vnáší v ČR zmatek bakalářský obor Lékařská fyzika vyučovaný na Přírodovědecké fakultě Masarykovy univerzity v Brně, který neposkytuje vzdělání pro práci lékařského fyzika podle platné legislativy.[zdroj?]